# La Sardana de l'Any

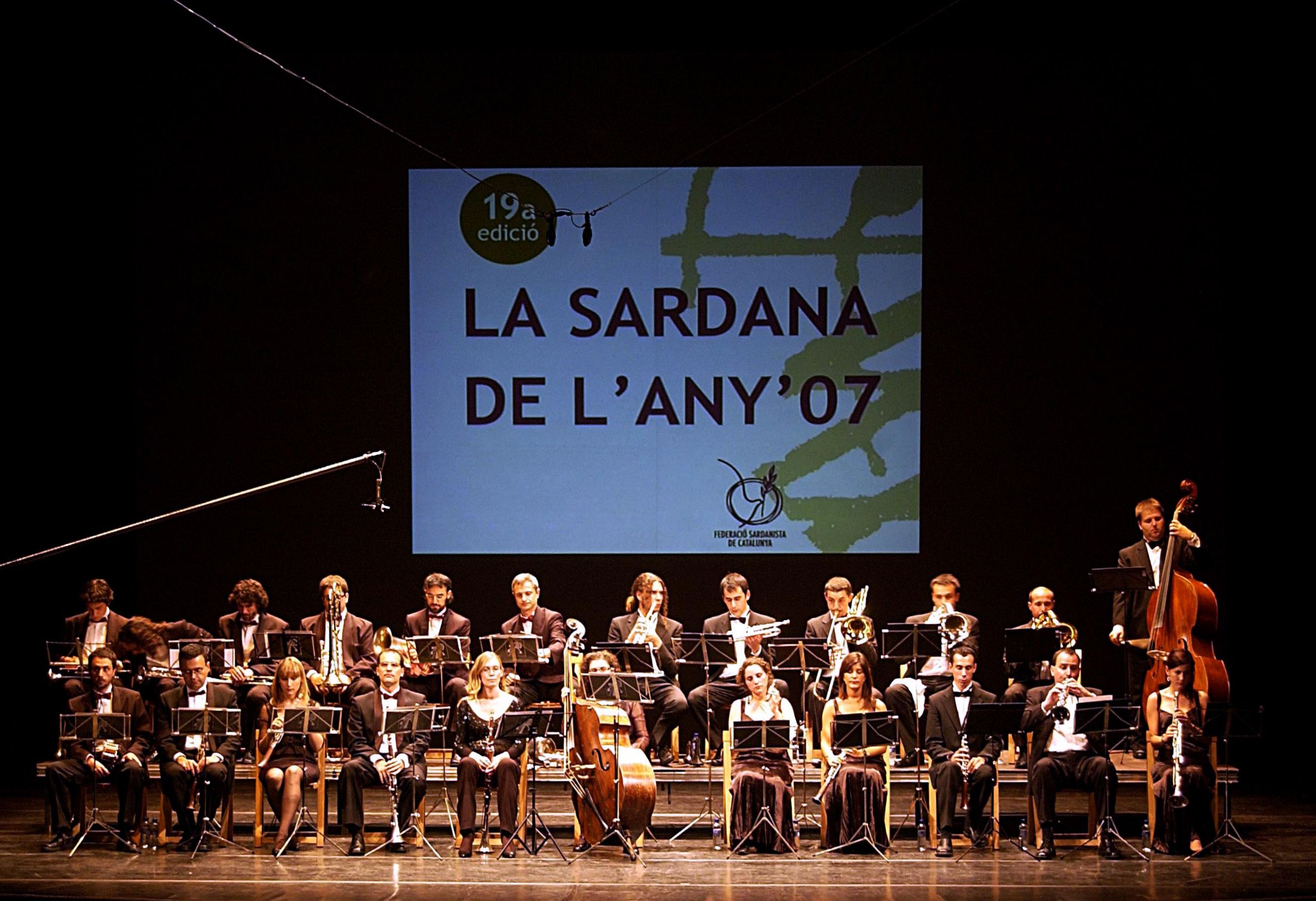
Les cobles Sabadell i Reus Jove en el certamen del 2007

La Sardana de l'Any és un concurs, organitzat en l'actualitat per la Confederació Sardanista de Catalunya, on hi participen les sardanes seleccionades entre les estrenades durant l'any. La selecció prèvia de les sardanes participants s'encarrega a tres reconeguts músics, els quals formen l'anomenat Comitè Seleccionador. Les bases que regulen aquest concurs, modificades i vigents a partir de l'edició 31, corresponent a l'any 2023, estableixen les següents limitacions:
- Un màxim d'una sardana per compositor i categoria.
- No es consideraran les sardanes anomenades obligades d'algun instrument.

Una de les novetats que s'hi han incorporat el 2023 és la possibilitat que els compositors poden concórrer a qualsevol de les categories Popular, Crítica o Joventut indistintament.
A partir d'aquí, a través d'una xarxa de més de 90 emissores de ràdio i per internet (lsda.cat), durant diferents eliminatòries que es corresponen amb sengles caps de setmana des del mes de gener, el vot popular decideix les 16 que passen a semifinals i després, de la mateixa manera, les 8 finalistes, entre les quals hi ha les 4 guanyadores de les semifinals i les 4 no guanyadores que han obtingut el major nombre de vots. El concert final té un caràcter itinerant i se celebra cada any en un auditori i població diferent de Catalunya, Andorra o Nord de Catalunya. En aquesta gala sardanista, amb la participació de dues cobles, torna a ser el públic assistent qui vota la que rebrà el premi popular de La Sardana de l'Any.
El concurs va començar l'any 1972 i el 2024 se n'han fet 34 edicions. Hi ha hagut una interrupció entre els anys 1987 i 2003.

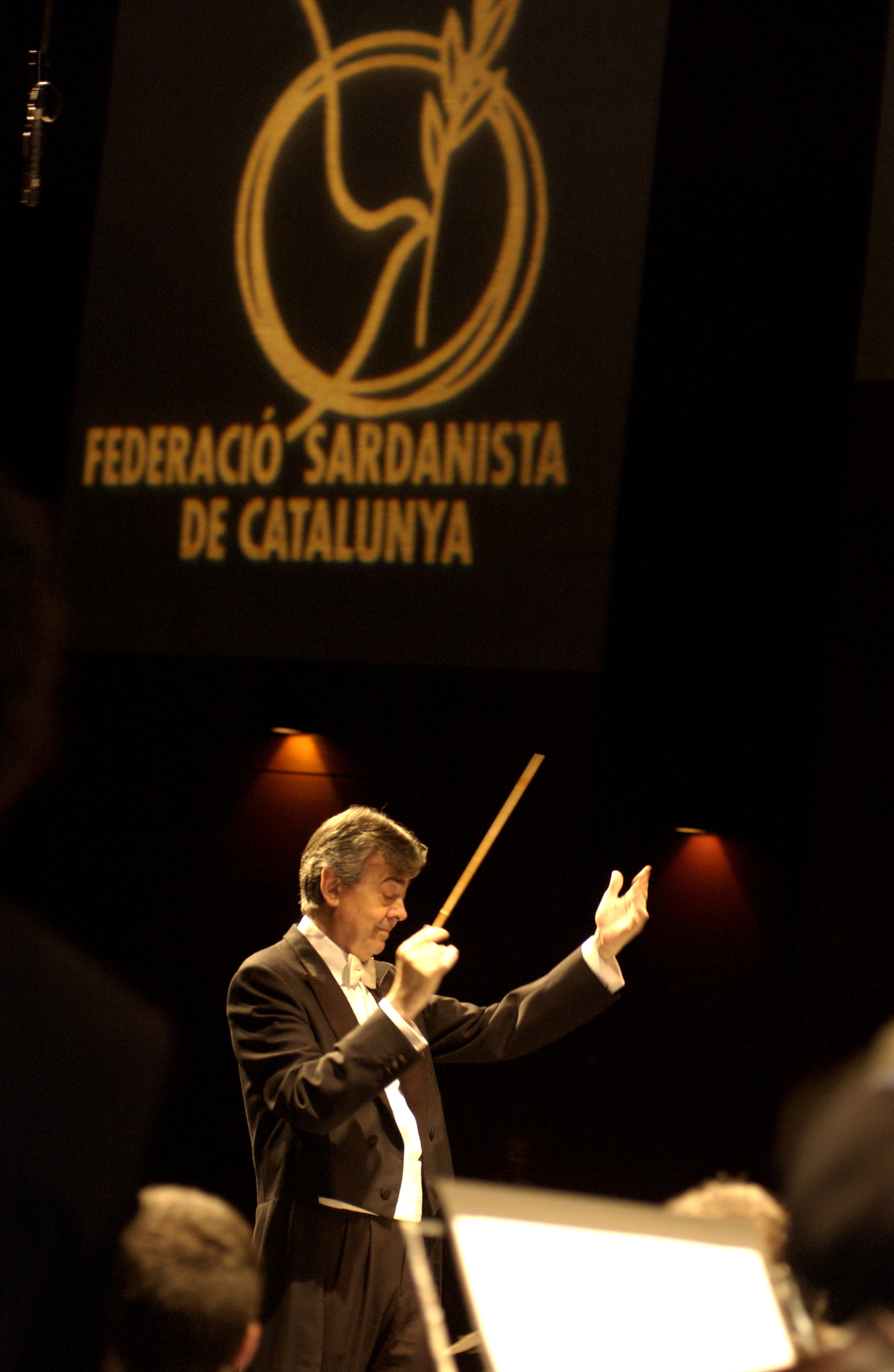
Jordi León dirigint el dia del lliurament dels premis del 2006

## Els darrers finalistes
| Any       | 1                       | 2                  | 3                     | 4                  | 5                  | 6                   | 7                 | 8                   | 9                   | 10                    | 11         | 12          |
| --------- | ----------------------- | ------------------ | --------------------- | ------------------ | ------------------ | ------------------- | ----------------- | ------------------- | ------------------- | --------------------- | ---------- | ----------- |
| 2023      | Xavi Piñol              | Santi Martínez     | Anna Abad             | Amadeu Escoda      | Lluís Alcalà       | Jordi Leon          | Francesc Picart   | Josep Cassú         |                     |                       |            |             |
| 2022      | Lluís Pujals            | Joaquim Hostench   | Josep Coll i Ferrando | Amadeu Escoda      | M.Mercè Navarro    | Jordi Paulí         | Carles Santiago   | Jordi Molina        |                     |                       |            |             |
| 2020 2021 | Joaquim Hostench        | Francesc Picart    | Alfred Abad           | Joan Puig          | Xavier Cassanyes   | Sigfrid Galbany     | Anna Abad         | Jordi León          |                     |                       |            |             |
| 2019      | Jordi Vilaró            | Carles Santiago    | Amadeu Escoda         | Lluís Alcalà       | Jordi Leon         | Conrad Rafart       | Eduard Sendra     | Carles Llopart      | Joan Làzaro         | Josep Coll i Ferrando | Antoni Mas | Jordi Paulí |
| 2018      | Alfred Abad             | Carles Santiago    | Amadeu Escoda         | M. Teresa Montclús | Jaume Riu i Ratera | René Picamal        | Josep Farràs      | Xavi Cassanyes      | Rafael Guinovart    | Francesc Picart       |            |             |
| 2017      | Joan Bosch              | Jordi Paulí        | Alfred Abad           | Carles Santiago    | Xavier Cassanyes   | Lluís Alcalà        | Quim Reixach      | Francesc Picart     | Josep Coll          | Amadeu Escoda         |            |             |
| 2016      | Martí Villegas          | Enric Ortí         | Lluís Alcalà          | Antoni Mas Bou     | Xavier Piñol       | Maria Mercè Navarro | Lluís Pujals      | Daniel Gasulla      | Carles Santiago     | Olivier Marquès       |            |             |
| 2015      | Enric Ortí              | Joan Jordi Beumala | Carles Santiago       | Alfred Abad        | Rafael Guinovart   | Galdric Vicens      | Joan Làzaro       | Josep Coll Ferrando | Daniel Gasulla      | Antoni Mas Bou        |            |             |
| 2014      | Daniel Gasulla          | Jordi Paulí        | Jaume Riu             | Carles Santiago    | Xavier Piñol       | René Picamal        | David Estañol     | Joan Manuel Paños   | Joan Lluís Moraleda | Olivier Marquès       |            |             |
| 2013      | Josep Coll i Ferrando   | Josep Farràs       | Josep Antoni López    | Joaquim Hostench   | Joan Pascual       | Carles Santiago     | Joan Làzaro       | Olivier Marquès     | Ramon Iglesias      | Jeroni Velasco        |            |             |
| 2012      | Jordi Paulí             | Carles Santiago    | Lluís Pujals          | Jordi Leon         | Josep Coll         | Joan Jordi Beumala  | Joan Làzaro       | Josep Cassú         | Amadeu Escoda       | Joan Pelfort          |            |             |
| 2011      | Mercè Navarro           | Josep Coll         | Martí de Joan         | Enric Ortí         | Josep Navarro      | Jaume Oliver        | Carles Santiago   | Carles Santiago     | Lluís Albert        | Jeroni Velasco        |            |             |
| 2010      | Joaquim Soms            | Marc Timón         | Joan Làzaro           | Albert Font        | Miquel Tudela      | Carles Santiago     | Marcel Artiaga    | Jordi Leon          | Josep Coll          | Lluís Alcalà          |            |             |
| 2009      | Sigfrid Galbany i Abril | Joaquim Soms       | René Picamal          | Xavier Piñol       | Pitu Chamorro      | Enric Ortí          | Xavier Forcada    | Carles Santiago     | Jordi Paulí         | Jaume Riu             |            |             |
| 2008      | Josep Coll i Ferrando   | Josep Solà         | Carles Santiago       | René Picamal       | Dolors Viladrich   | Xavier Cassanyes    | Joan Làzaro       | David Estañol       | Xavier Forcada      | Jeroni Velasco        |            |             |
| 2007      | Joan Segura             | Carles Santiago    | Enric Ortí            | Joan Làzaro        | René Picamal       | Carles Raya         | Jesús Ventura     | Marc Timón          | Tomàs Gil           | Lluís Alcalà          |            |             |
| 2006      | Enric Ortí              | Jordi Paulí        | Joaquim Soms          | Joan Làzaro        | Xavier Forcada     | Joan Puig           | Mª Teresa Monclús | Josep Cassú         | Lluís Pujals        | Albert Font           |            |             |
| 2005      | Joan J. Beumala         | Enric Ortí         | Carles Santiago       | Jeroni Velasco     | Josep Coll         | Marc Timón          | Eduard Sendra     | Joan Druguet        | Joan Làzaro         | Jordi Molina          |            |             |
| 2004      | Ricard Viladesau        | Joan J. Beumala    | Josep Navarro         | Joaquim Soms       | Jordi Paulí        | Carles Rovira       | Josep Cassú       | Antoni Mas Bou      | Dolors Viladrich    | Ramon Soriano         |            |             |

## Segona època 2004-...

### Sardana de l'any 2024 - Figueres (Teatre Municipal el Jardí)[3]
Premi popular
- Josep Coll i Fernando per «La Pepita de Celrà»
- Aniol Masdeu per Aires d'aplec, accèssit

Premi de la crítica
- Marc Timón per «Esperit lliure»[4]
- Marcel Sabaté per «Manel», accèssit
- Enric Ortí per «1949», accèssit

Premi Joves Talents
- Santi Martínez per «Lo rey David av lo Giguant»[4]
- Pau Coma per «Dos llegats plens d'il·lusions», accèssit

### Sardana de l'any 2023 - Tarragona (Palau Firal i de Congressos)[5][6]
Premi popular
- Xavi Piñol per «Unint els cors amb les mans»[7]
- Santi Martínez per «Recercant somnis»,[8] accèssit[9]

Premi de la crítica
- Xavier Ventosa per «Arcàdia brillant»
- Lluís Alcalà per «Al galop dels temps», accèssit

Premi Joves Talents
- Jofre Bardolet per «Mar i alba»
- Anna Abad per «Vallverdú», accèssit

### Sardana de l'any 2022 - Lloret de Mar (Gran Casino Costa Brava)[10]

#### Premi popular
- Carles Santiago i Roig per «Balenyà, més de mil anys d'història»
- Lluís Pujals i Carretero per «Ocells primarencs», 1r accèssit

#### Premi de la crítica
- Marc Timón per «Calonge i Sant Antoni»
- Lluís Alcalà per «L'Astàlec de bronze», 1r accèssit

#### Premi Joventut
- Anna Abad i Gils per «Els colors de l'estany»[11]
- Aurore Vizentini per «Primavera», 1r accèssit

### Sardana de l'Any 2020/2021 - Sabadell (Teatre de la Faràndula)

#### Premi Popular
- Jordi León i Royo per «La Mola de Matadepera»[12]

#### Premi de la Crítica
- Enric Ortí i Martín per «Setanta febrers»[13]

#### Premi Joventut
- Anna Abad i Gils per «La plaça de les il·lusions»[14]

### 2021 - 2a edició de La SúperSardana de l'Any - L'Espluga de Francolí (Teatre Casal)
Elecció de la millor sardana de l'any de les últimes 16 edicions (2a etapa del concurs)

#### Premi Popular
- Olivier Marquès per «Porta-la amb tu…»[15]
- Joan Segura per «50 anys junts», 1r accèssit

### Sardana de l'Any 2019 - Esparreguera (Teatre de la Passió)[16]
Edició telemàtica sense públic per la pandèmia del Covid-19

#### Premi Popular
- Lluís Alcalà i Baqués per «25 anys màgics»[17]
- Jordi León per «Gresca, tabola i ball de rams», 1r accèssit

#### Premi de la Crítica
- Marc Timón per «Llobregat Grooves»
- Joan Druguet per «Un mar de verdor», 1r accèssit[18]

#### Premi Joventut[19]
- Jan Fité per «Sió»
- Anna Abad per «A temps!», 1r accèssit

### Sardana de l'Any 2018 - Barcelona (Gran Teatre del Liceu)[20]

#### Premi Popular
- Alfred Abad per Montblanc, Capital de la Sardana
- Carles Santiago per La font d'en Nando, 1r accèssit

#### Premi de la Crítica
- Marc Timón per Perpetuum desidium
- Enric Ortí per Discreta melangia, 1r accèssit

#### Premi Joventut
- Xavier Ventosa per El secret d'Olesa
- Lluc Vizentini per Festes selvatanes, 1r accèssit

### Sardana de l'Any 2017 - Alcanar (Centre Cívic)[21]

#### Premi Popular
- Josep Coll Ferrando per La Vall de Ribes
- Alfred Abad per Nits d'estiu a Sant Llorenç, 1r accèssit

#### Premi de la Crítica
- Jordi Feliu per Per tu, Queralt
- Enric Ortí per Trentena i amunt, 1r accèssit

#### Premi Joventut
- Xavier Ventosa per Nadal montserratí
- Albert Fontelles per Elegíaca, 1r accèssit

### Sardana de l'Any 2016 - Olesa de Montserrat (Teatre de La Passió)[22]

#### Premi Popular
- Olivier Marquès per Porta-la amb tu...
- Lluís Pujals per Els rossinyolets de l'àvia, 1r accèssit

#### Premi de la Crítica
- Antoni Ros Marbà per De Figueres a Portlligat
- Dani Gasulla per Lo pont de Balaguer, 1r accèssit

#### Premi Joventut
- Xavier Ventosa per Sardana núm. 5
- Martí Villegas per Corona de mans, 1r accèssit

### Sardana de l'Any 2015 - Andorra la Vella (Palau de Congressos)[23]

#### Premi Popular
- Joan Jordi Beumala per Trenta i cinquanta a Bellvitge
- Josep Coll i Ferrando per Compartint emocions, 1r accèssit

#### Premi de la Crítica
- Jordi Molina per El silenci del far
- Francesc Cassú per La màgia de les torretes, 1r accéssit

#### Premi Joventut
- Martí Fontclara per Amb 40 no en fem prou
- Xavier Tudela per T'ho mereixes, Joan, 1r accèssit

### Sardana de l'Any 2014 - Figueres (Teatre Jardí)[24]

#### Premi Popular
- Carles Santiago i Roig per Estimar és el camí
- René Picamal per A la Feli, 1r accèssit

#### Premi de la Crítica
- Daniel Gasulla i Porta per Camí d'infantesa
- Lluís Alcalà i Baqués per La font dels músics, 1r accèssit

#### Premi Joventut
- Gerard Pastor i López per Agustemporània

### Sardana de l'Any 2013 - Barcelona (L'Auditori)[25]

#### Premi Popular
- Joaquim Hostench i Duñabeitia per Doll d'amor
- Olivier Marquès i Nebot per Festa d'estiu, 1r accèssit

#### Premi de la Crítica
- Joan Francesc Vidal i Clemente per Festeig i encís
- Francesc Teixidó i Ponce per Ripoll, bressol i capital, 1r accèssit

### Sardana de l'Any 2012 - Tarragona (Teatre Tarragona)[26]

#### Premi Popular
- Jordi Paulí i Safont per L'aplec de Cubelles
- Jordi León i Royo per Sant Pol, quina hora és?, 1r accèssit

#### Premi de la Crítica
- Marc Timón i Barceló per Després del silenci
- Joan Vila i Safont per Els cingles de Sant Roc, 1r accèssit

### Sardana de l'Any 2011 - Lleida (Teatre La Llotja)[27]

#### Premi Popular
- Martí de Joan per Lleida sardanista 2011
- Josep Coll i Ferrando per Sa Pauma, 1r accèssit

#### Premi de la Crítica
- Jordi Paulí i Safont per Sardanes a l'ONCE[28]
- Lluís Alcalà i Baqués per Sisè sentit, 1r accèssit

### Sardana de l'Any 2010 - Granollers (L'Auditori)[29]

#### Premi Popular
- Josep Coll i Ferrando per L'encís del Ripollès
- Jordi León i Royo per Ginesta florida, 1r accèssit

#### Premi de la Crítica
- Marc Timón i Barceló per Please don't stop the music
- Marcel Artiaga i Valls per Aniversari daurat, 1r accèssit

### Sardana de l'Any 2009 - Perpinyà (Palau de Congressos)[30]

#### Premi Popular
- Sigfrid Galbany i Abril per Cap d'any a Tossa

- Joaquim Soms i Janer per Natura, mar i muntanya, 1r accèssit
- René Picamal i Coma per Prada-Ripoll, 2n accèssit

#### Premi Federació
- Pitu Chamorro i Ramos per El Palau de la Fosca

#### Premi Sardamòbil
- Xavier Piñol i Garcia per Gresca Pirata

### Sardana de l'Any 2008 - Girona (Auditori de Girona)[31]

#### Premi Popular
- Josep Coll i Ferrando per Al mestre Puigferrer

- Josep Solà i Sànchez per Foment de Prada de Conflent, 1r accèssit
- Carles Santiago i Roig per La Plaça del Paraigües, 2n accèssit

#### Premi Federació
- Josep Coll i Ferrando per Al mestre Puigferrer

#### Premi Sardamòbil
- Xavier Cassanyes i Edo per Onades daurades a Palamós

### Sardana de l'Any 2007 - Reus (Teatre Fortuny)[32]
- Joan Segura i Gotsens per Cinquanta anys junts

- Carles Santiago i Roig per A Garcia, 10 i més, 1r accèssit
- Enric Ortí i Martín per 30 anys a sac , 2n accèssit

### Sardana de l'Any 2006 - Cornellà de Llobregat (L'Auditori)[33]
- Enric Ortí i Martín per Essència d'aplec

- Jordi Paulí i Safont per Mariona, 1r accèssit
- Joaquim Soms i Janer per Camèlia, 2n accèssit

### Sardana de l'Any 2005 - Cervera (Teatre de La Passió)[34]
La sardana guanyadora fou «Destapem els 60» de Joan J. Beumala, que va ser elegida pel públic assistent amb 300 vots al Gran Teatre de la Passió de Cervera el 27 de maig de 2006. Les interpretacions de les sardanes les feren les cobles Sant Jordi - Ciutat de Barcelona i Mediterrània. Els dos accèssits a aquest títol de popularitat els van obtenir Petons de matinada d'Enric Ortí i El pont de quinze arcades de Carles Santiago.
Al costat de les tres sardanes que ostentaren la màxima popularitat de totes les estrenades al llarg de 2005, a Cervera també es va atorgar el Trofeu Federació instituït com a premi de la crítica a partir de la valoració de les 80 sardanes del certamen feta pels responsables dels programes de les 28 emissores de ràdio que han pres part en les successives fases eliminatòries d'aquesta edició. En aquesta edició el Trofeu Federació de La Sardana de l'Any va ser per Festa d'argent a Palamós de Jordi Molina.
En el concert de cloenda de La Sardana de l'Any es va dedicar un record als compositors lleidatans Josep Prenafeta, Enric Roca i Enric Sauret.
| Pos | Sardana                   | Compositor      | Vots | Premi                      |
| --- | ------------------------- | --------------- | ---- | -------------------------- |
| 1   | Destapem els 60           | Joan J. Beumala | 300  | Guanyador Sardana de l'Any |
| 2   | Petons de matinada        | Enric Ortí      | 169  | Primer accèssit            |
| 3   | El pont de quinze arcades | Carles Santiago | 166  | Segon accèssit             |
|     | Festa d'argent a Palamós  | Jordi Molina    |      | Trofeu Federació           |

### Sardana de l'Any 2004 - Barcelona (Palau de la Música)[35]
La sardana guanyadora fou Palamós, Ciutat Pubilla de Ricard Viladesau, que va ser escollida pel públic assistent amb 412 vots al Palau de la Música Catalana el 27 de maig de 2006. Les interpretacions de les sardanes les feren les cobles Bellpuig i Marinada. Els dos accèssits a aquest títol de popularitat els van obtenir Per tu, Núria de Joan J. Beumala i Vilassar de Dalt 2004 de Josep Navarro.
Al costat de les tres sardanes que ostentaren la màxima popularitat de totes les estrenades al llarg de 2004, també es va atorgar el Trofeu Federació instituït com a premi de la crítica a partir de la valoració de les 80 sardanes del certamen feta pels responsables dels programes de les 29 mitjans de comunicació que han pres part en les successives fases eliminatòries d'aquesta edició. En aquesta edició el Trofeu Federació de La Sardana de l'Any va ser per Fòrum a Banyoles de Jordi Paulí.
En el concert de cloenda de La Sardana de l'Any es va retre un homenatge al compositor Tomàs Gil i Membrado.
| Pos | Sardana                 | Compositor       | Vots | Premi                      |
| --- | ----------------------- | ---------------- | ---- | -------------------------- |
| 1   | Palamós, Ciutat Pubilla | Ricard Viladesau | 412  | Guanyador Sardana de l'Any |
| 2   | Per tu, Núria           | Joan J. Beumala  | 373  | Primer accèssit            |
| 3   | Vilassar de Dalt 2004   | Josep Navarro    | 298  | Segon accèssit             |
|     | Fòrum a Banyoles        | Jordi Paulí      |      | Trofeu Federació           |

## Primera època: 1972-1986

### Sardana de l'Any 1986
- Ricard Viladesau i Caner per «Colometa»

#### Premi Crítica
- Josep Prenafeta i Gavaldà per «Vora l'Estany»

#### Altres finalistes
- L'aplec de Ripollet M.Font i Coll, «A trenc d'alba» J.Vilajuliu

### 1a edició de La SúperSardana de l'Any (16 de novembre de 1985) - Cornellà de Llobregat
- Conrad Saló i Ramell per «L'Aplec de tardor»

### Sardana de l'Any 1985
- Manuel Saderra i Puigferrer per «Sardanistes de Santa Anna»
- Martirià Font i Coll per «Breda en el centenari», 2n accèssit
- Eduard Martí i Teixidor per «Agost a Calella», 3r accèssit

#### Premi Crítica
- Vicenç Acuña i Requejo per «El ball de Santa Tecla»
- Joan Pons i Joanmiquel per «Lourdes», accèssit

#### Premi Popular
- Carles Santiago i Roig per «Colla Sol Ponent»

#### Altres finalistes
- «Paisatges olotins» J.Soms, «La Rambla de Vilafranca» J.Auferil

### Sardana de l'Any 1984
- Agapit Torrent i Batlle per Lluïsa
- Joaquim Soms i Janer per Joan, Joaquim i Josep, 2n accèssit

#### Premi Crítica
- Manuel Saderra i Puigferrer per Volerany

#### Premi Joventut
- Francesc Cassú i Jordi per Recordança

#### Premi Popular
- Jaume Burjachs i Gispert per L'amic Frederic

#### Altres finalistes
- Aquell tren de l'aplec J.Cristau, Per Can Vila C.Rovira

### Sardana de l'Any 1983
- Ricard Viladesau i Caner per L'Antoni i la Montserrat
- Miquel Tudela i Benavent per En Jaume de Ripollet, 1r accèssit
- Carles Rovira i Reixach per Joventut de Matadepera, 2n accèssit

#### Premi Crítica
- Josep Maria Bernat i Colomina per Mediterrània
- Lluís Lloansí i Marill per Visca la pau, 1r accèssit
- Narcís Paulís i Vila per Corpus Christi, 2n accèssit

#### Premi Joventut
- Agustí Serratacó i Costa per Amics d'Anglès, 1r accèssit

#### Altres finalistes
- Les mimoses de Sant Pau M.Font i Coll

### Sardana de l'Any 1982
- Carles Santiago per Tota una història
- Jaume Ventura i Tort per Amics de Cornellà, 1r accèssit
- Manuel Saderra i Puigferrer per 65è homenatge, 2n accèssit
- Domènec Moner i Basart per Amors colomencs, 3r accèssit

#### Premi Crítica
- Josep Maria Bernat i Colomina per Sant Jaume de Frontanyà
- Josep Prenafeta i Gavaldà per Albada

#### Altres finalistes
- La Montserrat del Papiol C.Rovira

### Sardana de l'Any 10ena. Edició. Badalona, 9 de maig de 1981 (Teatre la Salut)
Presentadors: Odette Pinto i Jordi Puerto.
Cobles: Mediterrània i Els Montgrins 
- Conrad Saló i Ramell per Aires garriguencs Sardana de l'Any
- Agapit Torrent i Batlle per Camí de Besalú, 1r accèssit
- Francesc Mas Ros per Per Olesa, 2n accèssit

#### Premi Crítica
- Tomàs Gil Membrado per Una vela a l'horitzó
- Joan Pons i Joanmiquel per Bell aplec sota el Montseny, 1r accèssit
- Jaume Cristau i Brunet per La vall de Bianya, 2n accèssit

#### Premi Joventut
- Josep Ma.Nadal per L'Ermita de Sant Iscle

#### Altres finalistes
- Campanars del Baix Camp J.M.Baiges, Cardedeu sardanista M.Havart, Petitona M.Pujolar, Els amics barcelonins J.Grivé

### Sardana de l'Any 9ena. Edició. Lloret de Mar, 10 de maig de 1980 (Pavelló d'Esports)
Presentadors: Odette Pinto, Consol Sánchez i Jordi Puerto, tots de Radio Joventut, de Barcelona.
Cobles: Els Montgrins i Ciutat de Girona
- Conrad Saló i Ramell per L'aplec de tardor Sardana de l'Any
- Francesc Mas i Ros per Els pescadors de l'Escala, 1r accèssit
- Lluís Buscarons i Pastells per Et recordem Anna Maria, 2n accèssit

#### Premi Crítica
- Conrad Saló i Ramell per L'aplec de tardor
- Jabel per Els volcans d'Olot, 1r accèssit
- Manuel Saderra Puigferrer per Colla Banyoles, 2n accèssit

#### Premi Joventut
- Carles Santiago i Roig per 50 anys d'història

#### Altres finalistes
- Un racó de Santa Maria M. Pedragosa, Colla Dolç Record T. Gil Membrado, Sant Feliu del Racó C. Rovira

### Sardana de l'Any 8ena. Edició. Vic, 12 de maig de 1979 (Pavelló Municipal d'Esports)
Presentadors: Maria Dolors Romeu i Jordi Puerto, ambdós de Ràdio Joventut.
Cobles: Els Montgrins i Ciutat de Girona
- Jaume Cristau i Brunet per Nostra ofrena Sardana de l'Any
- Francesc Mas i Ros per L'aplec de Sarrià, 1r accèssit
- Manel Saderra i Puigferrer per Colla Violetes del Bosc, 2n accèssit

#### Premi Crítica
- Joan Gibert i Canyadell per Pina,
- Jaume Cristau i Brunet per Nostra ofrena, 1r accèssit
- Valentí Miserachs i Grau per Tona ciutat pubilla, 2n accèssit

#### Premi Joventut
- Xavier Boliart per Prop de vos
- Agustí Serratacó per Retorn i Carles Santiago per Colla Sabadell, accèssit exequo

#### Altres finalistes
- Marboleny L. Buscarons, La nostra T. Gil Membrado, Colla Rosella A. Suñé, En Joan i la Rosa J. Pons, L'hereu i la Gracieta E. Vilà

### Sardana de l'Any 7ena. Edició. Girona, 6 de maig de 1978 (Teatre Municipal)
Presentadors: Maria Tarradas, Robert Roqué i Jordi Puerto.
Cobles: Els Montgrins i Ciutat de Girona
- Lluís Buscarons i Pastells per A la Núria dels ulls verds Sardana de l'Any
- Xavier Baurier i Foret per L'avi Colomà, 1r accèssit
- Manel Saderra i Puigferrer per Al 25 aplec de Banyoles, 2n accèssit

#### Premi Crítica
- Josep Maria Bernat i Colomina per Perseverança
- Josep Maria Serracant i Clermont per Camí de nit, 1r accèssit
- Manel Saderra i Puigferrer per Al 25 aplec de Banyoles, 2n accèssit

#### Premi Joventut
- Josep Maria Serracant i Clermont per Camí de nit
- Xavier Boliart per Viu record, 1r accèssit

#### Altres finalistes
- L'aplec de l'Escala E.Vilà, La vall de Camprodon R.Viladesau, Noces d'or a Rubí H.Segalà, Bétulo T.Gil Membrado, A redós de la Fontsanta J.Lloansí

### Sardana de l'Any 6ena. Edició. Olot, 30 d'abril de 1977 (Teatre Principal)
Presentadors: Montserrat Mendoza, de Ràdio Olot i Jordi Puerto.
Cobles: Barcelona i Ciutat de Girona
- Pere Fontàs i Puig per El parc de la Guineu Sardana de l'Any
- Lluís Buscarons i Pastells per Quan la Rosa hi és, 1r accèssit
- Joan Lluís Moraleda i Perxachs per Rambla de les Flors, 2n accèssit

#### Premi Crítica
- Joan Lluís Moraleda i Perxachs per Rambla de les Flors
- Tomàs Gil Membrado per La cova de les falcies, 1r accèssit
- Ricard Viladesau i Caner per Noces de diamant, 2n accèssit

#### Premi Joventut
- Xavier Boliart per Aquarel·les Barcelonines
- Agusti Serratacó per A la mare, 1r accèssit

#### Altres finalistes
- Aura del Tura C.Saló, Cant a l'Escala L.Albert, Tot saltant alegrement J.C.Samaranch, Petó i natjada E.Vilà, Badalona F.Mas Ros

### Sardana de l'Any 5ena. Edició. Tarragona, 24 d'abril de 1976 (Teatre Metropol)
Presentadors: M.Dolors Rubio i Jordi Puerto.
Cobles:Ciutat de Barcelona i Ciutat de Girona
- Josep Maria Bernat per Maria Teresa Sardana de l'Any
- Lluís Buscarons i Pastells per Premià, joia del Maresme, 1r accèssit
- Tomàs Gil i Membrado per La flama de la sardana, 2n accèssit

#### Premi Crítica
- Rafel Ferrer i Fitó per Verd de pi, blau de mar
- Josep Maria Bernat per Maria Teresa, 1r accèssit
- Jaume Cristau per Himne a Lloret, 2n accèssit

#### Premi Joventut
- Josep Ma.Serracant per A una moreneta de Moià i Noces a Vic
- Josep Maria Guitart, per Vila de Prada, 1r accèssit
- Jordi Moraleda, per Coll de Llop, 2n accèssit

#### Altres sardanes finalistes
- Maria Pilar P. Fontàs, A les noies de Sabadell J. Auferil, A en Pep de la tenora R. Viladesau, Bella inspiració F. Safont, Un bell somni C. Santiago

### Sardana de l'Any 4a. Edició. Igualada, 5 d'abril de 1975 (Teatre Centre Nacional)
Presentadors: Teresa Farrés, de Ràdio Igualada i alhora Pubilla Universal de la Sardana igualadina i Jordi Puerto.
Cobles: La Principal de Llobregat i Ciutat de Girona
- Pere Fontàs i Puig per Montsevalls Sardana de l'Any
- Ricard Viladesau i Caner per A Lloret de Mar, 1r accèssit
- Fèlix Martínez i Comín per Les dues cosines, 2n accèssit

#### Premi Crítica
- Manuel Oltra i Ferrer per Solitud
- Fèlix Martínez i Comín per Les dues cosines, 1r accèssit
- Joan Lloansí i Méndez per Igualada, Ciutat Pubilla 2n accèssit

#### Premi Joventut
- Joan Lloansí i Méndez per Igualada, Ciutat Pubilla

#### Altres finalistes
- L'aplec del Masnou T.Gil Membrado, L'anxaneta E.Martí, Albada empordanesa J.Cristau, Homenatge F.Mas Ros, Els gegants de Reus A.Sanahuja

### Sardana de l'Any 3a. Edició. Figueres, 18 de maig de 1974 (Teatre Las Vegas)
Presentadors: M. Isabel Rey i Eduard de la Peña, de Ràdio Popular; i Jordi Puerto i Joaquim Rucabado, de Ràdio Joventut.
Cobles: La Selvatana i Barcelona
- Francesc Mas i Ros per L'ermita de Collbàs Sardana de l'Any
- Narcís Paulís i Vila per Rossinyolet que vas a França, 1r accèssit (aquesta sardana és l'unica sardana obligada presentada i premiada)
- Fèlix Martínez i Comín per Les llances de Llança 2n accèssit

#### Premi Crítica
- Antoni Ros Marbà per La porta ferrada
- Fèlix Martínez i Comín per Ripoll, onze segles d'història, 1r accèssit
- Narcís Paulís i Vila per Rossinyolet que vas a França, 2n accèssit

#### Premi Joventut
- Miquel Humbert i Rius per Com de la nit al dia

#### Altres finalistes
- És de Verges J.Grive, Alt Empordà R.Viladesau, Tarragona, Ciutat Pubilla T.Gil Membrado, Avant Sabadell C. Saló, El meu comiat J. Vilà Javimel

### Sardana de l'Any 2a Edició. Sabadell, 14 d'abril de 1973 (Teatre La Faràndula)
Presentadors: Aurora Tricuera, de Ràdio Sabadell i Jordi Puerto i Joaquim Rucabado, de Ràdio Joventut,  de Barcelona
Cobles: Cobla Barcelona i La Principal de Llobregat
- Josep Auferil i Costa per Sardanes a Can Deu Sardana de l'Any
- Narcís Paulís i Vila per Pep Ventura, l'home immortal, 1r accèssit
- Francesc Mas i Ros per L'amic absent, 2n accèssit

#### Premi Crítica
- Josep Maria Bernat i Colomina per Dedicatòria
- Narcís Paulís i Vila per Pep Ventura, l'home immortal, 1r accèssit

#### Altres finalistes
- Ciutat de Cornellà J.Vilà Javimel, Rebrolls del Ge i EG J.M.Boix, Lleida, Ciutat Pubilla R.Viladesau, Presència de Pep Ventura R.Viladesau, Adéu Delfí F.Fuertes

### Sardana de l'Any 1a. Edició. Barcelona, 6 de maig de 1972 (Sala d'Actes del Col·legi de l' Inmaculada)
Presentadors: Jordi Puerto i Joaquim Rucabado
Cobles: Cobla Barcelona i Cobla Popular
- Domènec Moner i Basart per Lloret, Ciutat Pubilla Sardana de l'Any
- Fèlix Martínez i Comín per Rosa de Sant Jordi, 1r accèssit
- R.Viladesau per Pubillatge lloretenc, 2n accèssit

#### Premi Crítica
- Josep Maria Ruera i Pinart per Barcelona, la muntanya

#### Altres finalistes
- A la vila de Lloret A.Vila, Ahir G.Portillo, La nostra Cristina N.Paulís, L'apòstol de Lloret R.Bover, Maig G.Portillo